# Silverporten, Split

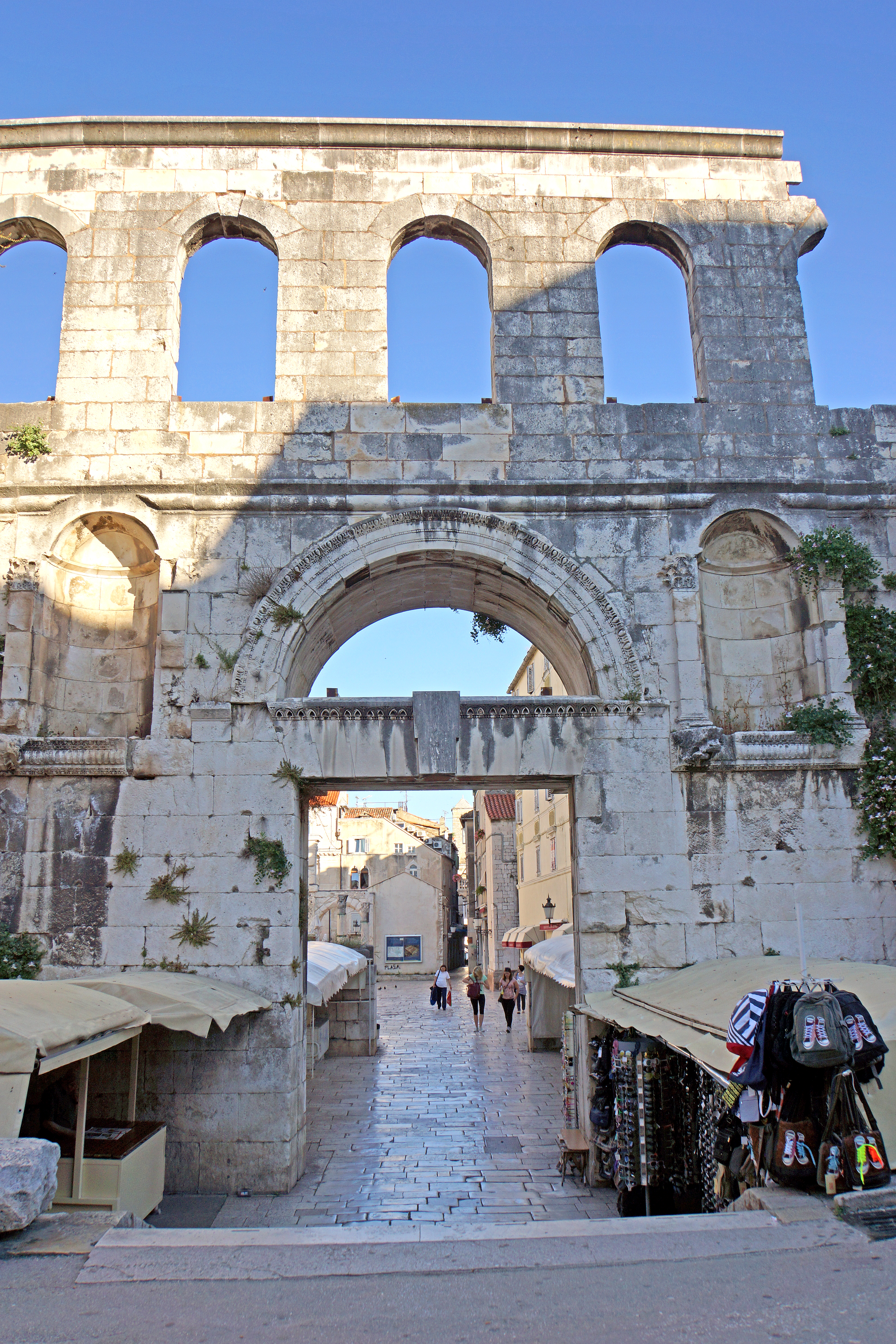
Silverporten år 2013.

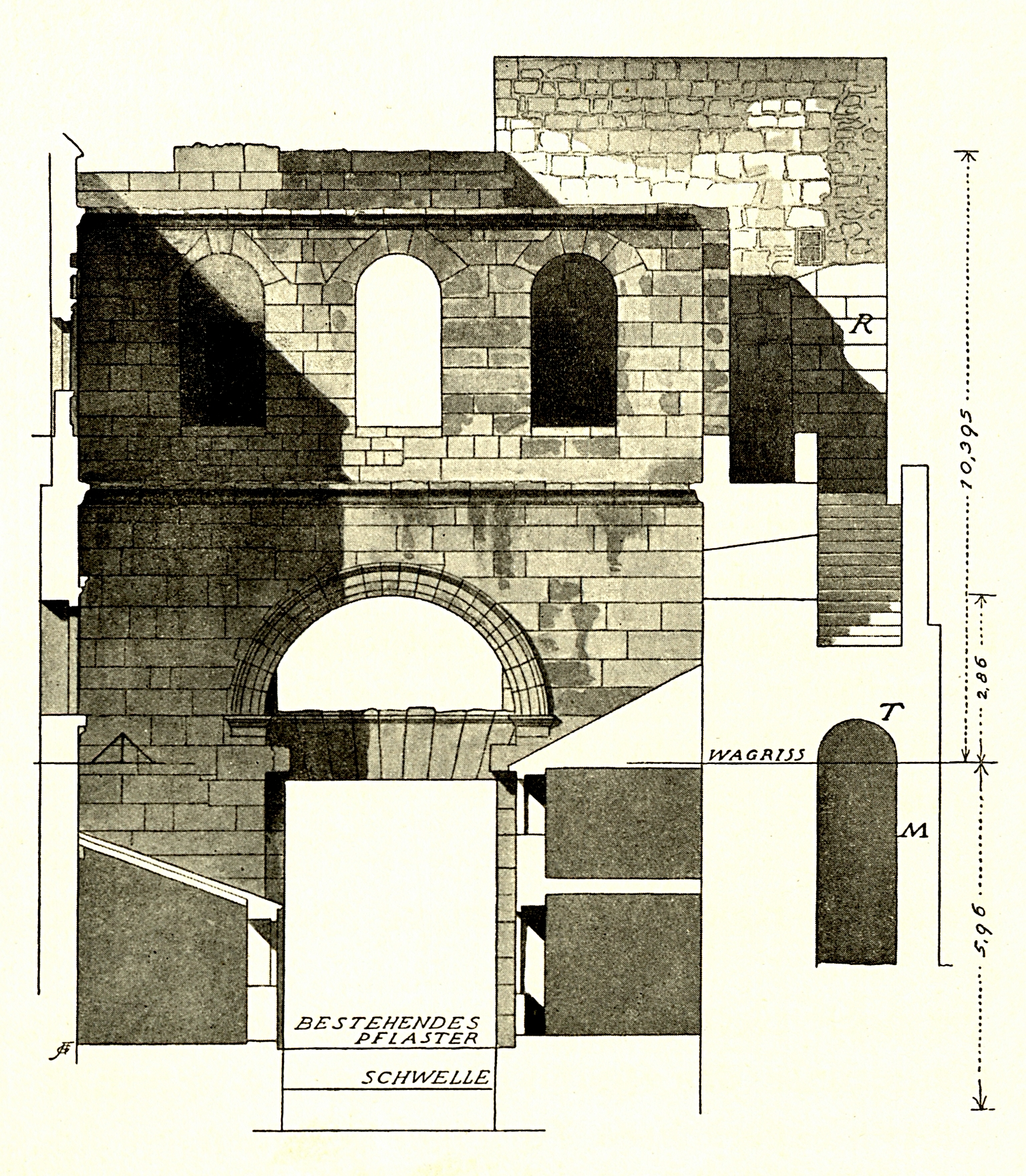
Tyskspråkig ritning som är en avbildning av Silverporten.

Silverporten (kroatiska: Srebrna vrata, latin: Porta Argentea) är en stadsport i Split i Kroatien. Silverporten är den östra och en av fyra stadsportar som leder in i det antika världsarvslistade romerska Diocletianus-palatset som idag utgör Splits historiska stadskärna.

## Beskrivning och historik
Silverporten tillkom i samband med Diocletianus-palatsets uppförande på 300-talet. Den vette i öster mot Epetium (dagens Stobreč) och var under senantiken känd som Porta Orientalis (Östra porten). I östlig–västlig riktning följde den palatsets huvudgata (decumanus) via Pjaca till Järnporten. Den var en sekundär stadsport och i jämförelse med Gyllene porten inte lika rikt dekorerad. Den hade två nischer som troligtvis var utsmyckade med skulpturer. Liksom Gyllene porten var Silverporten belägen mellan två åttakantiga försvarstorn. Bredvid försvarstornen fanns ytterligare fyra torn som övervakade den östra ingången till palatset.
Silverporten var en dubbelport och bestod ursprungligen av två delar – en yttre och en inre port varav bara den inre kvarstår. I vaktgången ovanför och mellan den yttre och inre porten inrättades ett kapell på 500-talet som var tillägnat Sankt Apollinaris. Detta sammanföll med kristendomens intåg och växande utbredning samt att flyktingar från det raserade Salona och andra människor under den tidiga medeltiden tog sin tillflykt till det antika palatset vars murar gav skydd mot attacker. Kapellet var ett uttryck för hur de nyinflyttade anpassade palatset efter sina behov och var såtillvida inte unikt. Liknande kapell och kristna kultplatser inrättades likaledes ovanför de tre övriga stadsportarna.   
Under de nästkommande århundradena införlivades stadsporten liksom denna del av palatsväggen i andra strukturer såsom Dušica-kyrkan och nyttjades därför inte från medeltiden till år 1952. Under det venetianska styret år 1764 lät myndigheterna öppna upp en ny port som var belägen några meter från den då igenmurade och ej brukbara Silverporten. Den nya öppningen kallades "Lilla porten". I samband med de allierades flygbombningar under andra världskriget förstördes Dušica-kyrkan.  Under de påföljande restaureringsarbetena frigjordes och öppnades Silverporten medan Lilla porten täpptes igen.
Under sitt besök i Split år 2000 passerade påve Johannes Paulus II med sin påvemobil genom Silverporten på sin väg mot Sankt Domnius katedral.